# Protestes de Rosenstrasse
Les protestes de Rosenstrasse ("el carrer de la Rosa") van ser una manifestació no-violenta duta a terme a Berlín el febrer i març de 1943 (en plena Segona Guerra Mundial) per protestar contra la deportació de jueus a l'Alemanya nazi. En aquest carrer, un grup de dones no-jueves (de "raça ària" segons el nazisme) van manifestar-se durant dies fins que els seus marits jueus, que havien estat arrestats, van ser alliberats. Es tracta d'un esdeveniment important en la lluita contra l'holocaust i l'oposició al nazisme a Alemanya.